# Ban Bí thư Trung ương Đảng Cộng sản Cuba
Ban Bí thư Ban chấp hành Trung ương Đảng Cộng sản Cuba (tiếng Tây Ban Nha: Secretariado del Comité Central  del Partido Comunista de Cuba) còn được gọi là Ban Bí thư Trung ương Đảng Cộng sản Cuba hay gọi tắt là Ban Bí thư Trung ương Cuba, là cơ quan được Ban chấp hành Trung ương Đảng bầu, và là cơ quan cấp dưới của Bộ Chính trị, chỉ đạo công việc hành ngày của Đảng, và là cơ quan chịu trách nhiệm tổ chức và đảm bảo việc thi hành các nghị quyết của Đại hội Đảng, các phiên họp toàn thể của Trung ương Đảng và các cuộc họp về chính sách của lãnh đạo.
Là cơ quan chịu trách nhiệm tất cả các hoạt động của cơ chế của Đảng thông qua Liên minh Thanh niên Cộng sản và nhà nước, xã hội và các tổ chức đoàn thể, chỉ đạo và kiểm tra việc thực hiện đường lối của Đảng trong mọi lĩnh vực chính trị, kinh tế, và xã hội trong nước.
Các cuộc họp của Ban Bí thư, Chủ tịch Ủy ban Kiểm tra và xem xét được tham dự.

## Danh sách Ban Bí thư các khóa
Ban Bí thư được thành lập năm 1975, và bị xóa bỏ năm 1990. Năm 2011 được khôi phục lại.

### Đại hội Đảng Toàn quốc lần thứ I (1976-1981)
1. Fidel Castro Ruz
2. Raúl Castro Ruz
3. Blas Roca Calderío
4. Carlos Rafael Rodríguez
5. Pedro Miret Prieto
6. Isidoro Malmierca Peolí
7. Jorge Risquet Valdés-Saldaña
8. Antonio Pérez Herrero
9. Raúl García Peláez

### Đại hội Đảng Toàn quốc lần thứ II (1981-1986)
1. Fidel Castro Ruz
2. Raúl Castro Ruz
3. Pedro Miret Prieto
4. José Ramón Machado Ventura
5. Jorge Risquet Valdés-Saldaña
6. Antonio Pérez Herrero
7. Jesús Montané Oropesa
8. Lionel Soto Prieto
9. Julián Rizo Álvarez

### Đại hội Đảng Toàn quốc lần thứ III (1986-1991)
1. Fidel Castro Ruz
2. Raúl Castro Ruz
3. José Ramón Machado Ventura
4. Jorge Risquet Valdés-Saldaña
5. Julián Rizo Álvarez
6. José Ramón Balaguer Cabrera
7. Sixto Batista Santana
8. Jaime Crombet Hernández-Baquero
9. Lionel Soto Prieto

### Đại hội Đảng Toàn quốc lần thứ VI (2011-2016)[1]
1. José Ramón Machado Ventura
2. Esteban Lazo Hernández
3. Abelardo Álvarez Gil
4. Víctor Gaute López
5. Olga Lidia Tapia Iglesias
6. José Ramón Balaguer
7. Misael Enamorado Dager

### Đại hội Đảng Toàn quốc lần thứ VII (2016-2021)
1. Abelardo Álvarez Gil
2. José Balaguer Cabrera
3. Olga Lidia Tapia
4. Omar Jorge Cuevas Ramos
5. Omar Ruiz Martín

### Đại hội Đảng Toàn quốc lần thứ VIII (2021-2026)
1. Roberto Morales Ojeda
2. Rogelio Polanco Fuentes
3. Joel Keypo Ruiz
4. José Ramón Monteagudo Ruiz
5. Feliz Duarte Ortega
6. Jorge Luis Borche Lorenzo